# 浙江省平阳中学
浙江省平阳中学是一所位于中国浙江省温州市平阳县的高级中学。

## 介绍
1938年11月11日（次年定为校庆日）召开校筹备会议，王理孚捐赠了他在南麂岛的全部产权作为建校基金。1939年2月开学。1941年，平中学生自治会创办刊物《平中学生》。1942年1月，首届44名初中学生毕业。1944年7月，日军入侵温州，学校迁至桥墩办学，1945年2月迁回。1947年10月，浙江省教育厅正式批准设立高中部。1951年，改名平阳第一初级中学。1955年，恢复高中部，改名平阳中学。1956年6月，改名平阳县第一中学，简称平阳一中、平一中。1966年，文化大革命开始，学校停课。1970年11月，改名平阳县化工厂五七中学。1973年2月，改名平阳县中学。1978年8月，复名为平阳县第一中学。1981年2月，被确定为浙江省八十所重点中学之一。2006年3月，复名为平阳中学，简称平中。学校现有高中60个班级，在校学生2400人，校园占地面积217亩。
校友有书法家谢云、张鹏翼（教师）、华东交通大学首任校长陈立、中国科学院院士伍荣生（在平中读过初一）、文史学家马允伦等。